# レスキューロボット
レスキューロボット（英: Rescue robot(英語版)）は、地震や水害などの災害で被災した人間を救助したりすることなどを目的として設計されたロボット。レスキューロボットの種類として、建物の内部などを探索するロボットや瓦礫上を走行するもの、空中から情報を収集するものなどがある。
現在開発が進められているものの多くは、要救助者の探索を目的としており、瓦礫や建物内の中を移動するための特殊な移動機構や、人間を発見するためのセンサ技術などの開発が焦点となっている。
なお、2011年の東日本大震災前後ごろから、公的な文書では「レスキュー（救助）ロボット」とは用いずに、災害時に用いられるロボット全般を指す「災害対応ロボット」が用いられることが多い。

## 歴史
1995年の阪神・淡路大震災では、同時多発的に広い範囲で発生した建物の倒壊により瓦礫内に閉じ込められた要救助者の救出が最初の課題となったが、都市部被災では燃料など可燃物の漏出や漏電などにより火災など二次災害も発生し救助者の危険が大きかった。また同年の地下鉄サリン事件でも、救助にあたった消防職員等がサリンの二次被害を受けるなど二次被害の防止が課題とされた。
これを契機として、大都市直下型の地震や地下街などの閉鎖空間にける NBC テロ災害などを想定した、人命救助を目的とするレスキューロボット開発が大学の研究者を中心に進められた。
1996年に日本機械学会ロボティクスメカトロニクス部門が調査研究を開始、1997年に報告書がまとめられた。以降、日本機械学会だけではなく、日本ロボット学会、計測自動制御学会などにおいても研究発表が行われるようになった。
2002年からは文部科学省「大都市大震災軽減化特別プロジェクト」（2002年度 - 2006年度（5年間）のプロジェクト、通称：大大特プロジェクト）が開始され、レスキューロボットが実用化された。
海外では、2001年のアメリカ同時多発テロ事件の現場から、軍用ではあるが遠隔操作ロボットを使って遺体を発見する成果を挙げた。また、欧州の原子力発電所を積極的に進めていた国々では、事故時に備えて原子力災害対応ロボットが開発・配備されてきた。日本でも1999年に発生した東海村 JCO 臨界事故直後に、 原子力災害対応ロボットが政府主導で開発されたが、開発のみに留まっており、実運用には至らなかった。
2011年の東日本大震災では、陸海空のロボットが実災害現場で使用された。その後も、福島第一原発の現場では、人の立ち入りが不可能な建屋内外の情報収集に国内外のロボットが用いられ、現在でも様々なロボットが現場投入のために開発されている。一方で、東日本大震災では国産ロボットを活用する体制がないことが明らかとなり、国産ロボットの活用を進める超学会組織「対災害ロボティックス・タスクフォース」（ROBOTAD）が設立された。これまでロボットというと日本では、人型のエンタテインメントロボットなどを指す事が多かったが、東北地方太平洋沖地震を機に災害救助など実践面で役立つロボットの研究開発を重視しようとの潮流が生まれた。
ポスト福島第一原発事故の新たな動きとして、ヒューマノイドの開発競争が全世界的に起きており（後述）、米国防総省の国防高等研究計画局（DARPA）はヒューマノイドを競い合う「DARPAロボティクス・チャレンジ」（DRC(英語版)）の開催が発表された。これにより災害時は、これまでの専門ロボットからヒューマノイドへという新たな潮流が生まれた。
韓国も「ヒューボ」の技術をオープンソースにし、世界の企業や研究者の参加を募ることで、急激に日本のヒューマノイドを追い上げている。

## ヒューマノイド ロボティクスチャレンジ
日本ではかねてからロボカップから派生した「レスキューロボットコンテスト」が2001年から毎年開催され、次世代の研究者・技術者の育成が図られてきた。
前述の「DARPAロボティクス・チャレンジ」（DRC(英語版)）第一回目大会（2013年～2015年）では、原発事故現場で人と同じように行動するミッションをヒューマノイドに課すのがテーマの一つであるという。世界中の多くの企業が参加を表明しているが、日本企業は軍事に転用されることなどを懸念し、参加に及び腰である。
また日本の国立研究機関のロボット研究は軍事技術に結びつく研究は禁じられており、それも参加に及び腰な理由の一つとなっており、日本がその独自性故に、世界の競争から取り残されるガラパゴス化が懸念されていた。
そうした中、東大発のロボットベンチャー「SCHAFT（シャフト）」が参加し、2013年予選を1位で通過したものの、予選直後にGoogleに買収され、商用ロボットの開発に専念するという理由から本選は不参加となった。

その後、安倍政権の下でロボットによる「新たな産業革命」が成長戦略の一つとして掲げられ、産業技術総合研究所がDARPAに協力する事になり、東大、産総研を中心とする日本チームがDRC本選（2015年6月）に参加する事になった。

## 現状
レスキューロボットの分野は市場規模が小さく予算がないこともあって開発は停滞していたが、2020年代以降、「戦略的イノベーション創造プログラム」（第3期）、「ムーンショット型研究開発制度」という2つの国家プロジェクトと呼べる政策が進行中であり、それまで幾度も繰返された国家主導のロボット開発と比べ、ロボットの分野を包括的に捉えかつ中長期的な社会実装をも見据えたロボット開発という点で2010年代以前の状況は変りつつあるという見方もできる。

### 分類
レスキューロボットは要救護者の捜索の為のものと、瓦礫撤去など直接的な作業を行う建設機械の延長にある装置、そして消火活動を行う消火ロボットに大きく分けられるが、公式の区分法がない以上、あくまで便宜上のカテゴリに過ぎず、当然ながら探査機（探査ロボット）や兵器（軍事用ロボット）、建設ロボットとも重複する。
1. 探査型ロボットでは、クローラーとも呼ばれる無限軌道を装着したビデオカメラやセンサ類を備えた走行形がメインで、これらは急な段差や瓦礫をものともせずに走破、加えて転倒などの不測の状況にも備えるよう設計されている。現段階ではリモートコントロール（ラジオコントロールを含む）のものが主であるが、将来的には災害現場で自動的に捜索する機能を備えた複数台のロボットが場所のわからない要救護者を発見するものと考えられている。
2. 無人航空機の分野は2010年代に飛躍的に発展した。これらは被災地を上空から捜索、要救護者を探し出したり、あるいは被災状況を観測、救援組織の到着に備えて被災地域の地図作成などを行うことできる。通常のヘリコプターでは震災などで劣化した建物の崩壊や火を巻き上げることによる災害拡大の不安もあるが、無人航空機のような小型機でならより密な観測が可能であるほか、噴火のような危険な場所の観測も人的被害を心配せず行える。
3. 建設機械の延長にあるような災害救助ロボットではベンチャー企業「テムザック」の「援竜シリーズ」がよく知られている。この機器は無限軌道で移動、従来建機では一台で一つの作業しかできなかったものを、2本のアームでより高度な作業が行えることが期待されており、また危険な状況でも遠隔操作で作業が行えるよう設計されている[注釈 5]。
4. このほか、自律性を伴った世界初の消防ロボットシステム「スクラムフォース」や、人体装着型パワードスーツ(ロボットスーツ)「HAL(ハル)」（サイバーダイン社製）などの開発、消防機関への配備、社会実装も進みつつある[注釈 6][注釈 7]。

## 東日本大震災とレスキューロボット

### 初動
2011年3月11日の東日本大震災の発災直後、ロボットを使ったレスキュー活動を行なうことを目指す、NPO法人国際レスキューシステム研究機構（IRS）会長で、クインスの開発者の一人でもある東北大学教授の田所諭らにより、被災自治体や経済産業省東北経済産業局に利用可能なロボットリストが配布された。また鹿島コンビナートでの対応の準備なども行われた。但しこの時はロボットは使われなかった。

### 水中探査ロボット
続いて、IRSの副会長で京都大学教授の松野文俊らによる八戸でのロボット「KOHGA」を使った被災体育館の撮影や、田所らによるクインスを使った東北大学の建物調査が行われる中、港湾調査のニーズがあることが分かり、4月19日から23日、宮城、岩手の両県でIRSと米ロボット支援探索救助センター（CRASAR）合同の水中ロボットによる港湾調査が行われた（海上保安庁も参加）。
この調査では東京工業大学教授の広瀬茂男らが、東京臨海救助隊による水中探査活動の支援を目的として開発した国産の「Anchor Diver 3」を使い、宮城県亘理町荒浜港周辺の海中での遺体の捜索を行った。
また、テキサスA&M大学のロビン・マーフィー教授らのチームは、米Seamor Marine社の「seamor-ROV」や米SeaBotix社の「SARbot（サーボット）」を使い、宮城県南三陸町で海中の障害物の調査をし、岩手県陸前高田市では海中の遺体の捜索を行った。
4月29日〜5月1日までの3日間は、東京大学生産技術研究所の浦環教授（海中工学国際研究センター長）らが、三井造船が開発した遠隔海中探査ロボット「RTV」を使い、岩手県大槌町赤浜沖の海底探索を行い、2遺体と車5台を発見する実績を残した。
2011年7月には、日本財団などのグループも三井造船の水中点検ロボットを使って、被災地の水中調査を行った。漁場の瓦礫や地震による海底地形の変化、これらの漁場や水産資源への影響が調査された。その他、2011年10月22日～26日や、11月9日～11日の被災県沿岸部での行方不明者の捜索などで、カメラを搭載した水中ロボットが投入されている。
1. 水中探査に投入されたロボット
  1. Anchor Diver 3（東工大など）
  2. RTV （三井造船,1985年から小型水中ロボットを使った水中点検事業を始めている）
  3. seamor-ROV（米Seamor Marine）
  4. SARbot（米SeaBotix）

### 原子力災害ロボット
原子力用ロボット/原発ロボットには、原発緊急時の為の原子力災害用、通常の検査・メンテナンス用、特殊目的用があり、通常の検査用は1970年代以降に開発され、配管溶接部の検査や、人が近づきにくい場所の補修作業などに既に用いられている。
“ロボット王国”を自認する日本では、福島第一原発事故直後の初動で国産ロボットを投入できず、米国製に頼ったことが痛恨の極みとして語られる。ただし日本国内でも原子力災害ロボットが開発されていなかった訳ではない。また、事故直後の4月11日、国産無人重機ロボットが原発敷地内に投入され、瓦礫撤去作業を行っている。事故後に投入された無人ロボットの中では3番目の早さである。
原発ロボットプロジェクトには経産省系と文科省系の2つがあり、ロボットを開発はしたがその後維持・運用する予算が付かず、廃棄されたかメンテナンスされなかったのは「極限作業ロボットプロジェクト」（1983~1990年）など、通産省時代を含めた経産省系のものである（後述）。
もう一方の文科省所管の財団法人・原子力安全技術センターによる原発緊急時の為の「防災モニタリングロボット A」と「同 B」は2000年に開発され実用化している（画像あり）。
この2台のロボットはカメラ撮影・放射線計測・走行・軽作業を基本機能とし、各種機能の向上を目指して試験が繰り返されており、2006年～2010年度までの「原子力総合防災訓練」にも投入されている。事故前年の2010年10月の青森での訓練にも投入されたばかりであり、2008年には福島第一原発での訓練にも使われている。一部メディアの「国産の原子力災害用ロボットは開発されていなかった」との報道は事実ではない。
2014年1月時点で、福島第1原発では、クインスなどの走行ロボの他、飛行ロボや潜水ロボなど、20種類以上のロボットが活躍している。
1. 原子力安全技術センター（文科省系）が開発・実用化した原子力災害ロボット
  1. 防災モニタリングロボット A（映像撮影機能重視）
  2. 防災モニタリングロボット B（雰囲気計測機能重視）

### 地上探査ロボット
2011年3月18日、京都大学の松野文俊教授、根和幸、五十嵐広希研究員らは青森県八戸市の体育館で「KOHGA3」を用いて被災地の調査を行った。人が近づけない危険な状態にあるステージ脇に入り、被害状況の撮影に成功した。

#### 事故初動での投入の遅れ
事故の初動で「防災モニタリングロボット」などを投入できなかったのは、東電が実地での経験を重視し国産ロボットを使いたがらなかったことや、瓦礫の散乱が走行経路を妨げたこと等による。3D映像撮影機能や階段を上り下りできる機能がある防災モニタリングロボットは、東電の出動要請で投入予定であったものの、瓦礫の散乱で走行できないなどの問題に直面し、実際の使用は見送られた。

#### 国産無人重機ロボットと外国製原発ロボットなどの投入
2011年4月1日に米iRobotの軍事用ロボット「PackBot」を投入し、3号機脇の屋外ガレキ写真撮影を行った。4月10日には米ハネウェル社の小型無人ヘリ「RQ-16 T-ホーク」を投入し、3,4号機の空撮が行われた。4月11日からは原発敷地内のロボットの走行経路などに散乱した高放射線量の瓦礫を除去し、整地する目的などの為に、大手ゼネコン大成建設・鹿島建設・清水建設の合併企業が運用するコマツ、日立建機、キャタピラージャパンの無人重機が投入された。
そして4月17日には「PackBot」を1号機と3号機、18日には2号機の原子炉建屋内に投入し、遠隔操作での探索が行なわれた。PackBotは実用化済みで数千台が製造されており、戦場での実績もあったことから優先されたといわれる。ただし東電は、2011年7月下旬頃には、「PackBot」では建屋上層階（階段傾斜角約40度）や地下（同約42度）へのアクセスは困難と判断し、地上階の平面での移動のみで運用する方針を打ち出しており、上層階へのアクセスには国産の「クインス」（後述）を利用している。
他に米国製ではiRobotのより大型の「Warrior」、ボブキャット社の無人建設機械「ボブキャット」が使われた。11年6月24日、T-ホークが運用中に操縦不能に陥り、2号機屋上に不時着するトラブルがあった。
その他の国では英Qinetiq社の軍用ロボットで、米エネルギー省から提供された「タロン（TALON）」、スウェーデン製でチェルノブイリでも使われたブロック社の解体ロボット「ブロック90」、「ブロック330」が使われた。
原発敷地内のガンマ線カメラを使った線源特定やロボットを使った汚染マップ（サーベイマップ）の作成のためには、JAEAが開発した国産の「ロボット操作車」（TEAM NIPPON）も使われた。また独プツマイスター社製コンクリートポンプ車も無人・遠隔操作化して投入し、無人・遠隔操作化施工は東芝、日立製作所、三菱ふそう・重工が関わった。
1. 投入された無人重機ロボット・外国製ロボットなど
  1. （米）iRobot 「PackBot」（11年4月1日に3号機建屋外の脇に初投入）
  2. （米）ハネウェル 「RQ-16 T-ホーク」（小型無人ヘリ、11年4月10日初投入）
  3. コマツ 「油圧ショベル」3台、「クローラダンプ」2台（11年4月11日～投入）
  4. 日立建機 「クローラダンプ」１台（11年4月11日～投入）
  5. （米）キャタピラージャパン 「油圧ショベル」1台、「ブルドーザー」1台（11年4月11日～投入）
  6. （米）iRobot 「PackBot」（11年4月17日に建屋内に初投入）
  7. 三菱重工 「放射線耐性大型特殊フォークリフト」（無人機の非効率を改善する有人型。フォークリフトで遮蔽機能装備は世界初。1号は11年5月2日、2号は同年5月20日納入）
  8. （米）ボブキャット 「ボブキャット」2台 （11年5月10日投入・実際に稼働）
  9. （スウェーデン）ブロック社 「ブロック90」（11年5月10日搬入、稼働は12日）「ブロック330」（11年5月末投入）
  10. （英）Qinetiq 「タロン（TALON）」（11年5月10日搬入）
  11. 日本原子力研究開発機構 「ロボット操作車1号・2号（TEAM NIPPON）」（11年5月投入）
  12. （米）iRobot 「Warrior」（大型、11年7月1日に初投入）
  13. （独）プツマイスター 「コンクリートポンプ車」（無人・遠隔化施工は東芝、日立、三菱ふそう・重工が関わった）

#### 国産原発ロボットの投入
コマツや日立建機などの国産無人重機ロボットや「ロボット操作車」などの他、以下の国産ロボットが投入された。
1. SMERT-Mの投入
2011年5月20日、東芝製で一旦廃棄処分になった（後述）作業監視支援ロボット「SMERT-M」が、事故後に急遽、ガンマ線カメラを搭載して、福島第一原発1号機原子炉建屋内に投入され、計測を行っている[51]。
2. クインス（Quince）の投入
2011年6月24日、千葉工業大学未来ロボット技術研究センター、東北大学未来科学技術共同研究センター、国際レスキューシステム研究機構のグループが、2009年に共同開発した災害救助ロボット『クインス（Quince）』が、2号機建屋内に投入された。元は原発災害用ではなかったので、改良が加えられていた。因みにクインスは、2009年のロボカップレスキュー世界大会で運動性能部門とアームの性能部門で優勝し、瓦礫走行及び階段や坂を上る性能などで米国製を圧倒している[52]。福島第一原発の事故現場でも高い運動性能により、米国製ロボットが踏み込めない場所でも活躍している[53]。東電では2011年7月下旬頃には、米iRobot社の「PackBot」では傾斜角が急な建屋上層階や地下へのアクセスは困難と判断し、上層階へのアクセスなど複雑で高度なミッションには「クインス」を利用している[54]。
2011年10月20日、クインス1号は遠隔操作する為のケーブルの断線で通信が途絶えた為、翌2012年2月20日に改良型のクインス2号と3号の2台が追加で搬入され、同27日に2号機原子炉建屋内部を撮影した（動画あり[55]）。2台には通信のバックアップ機能が備わり、線量計や温度計に加えて、空気中のちりを採取する「ダストサンプラー」や３次元スキャナーなども搭載された[56]。
因みに2012年7月、クインスの後継機「ローズマリー」2台が公開された（後述）。
3. JAEA-1～3号の投入
2011年6月、日立製作所、神戸製鋼、日本原子力研究所（JAEA）が2000年に共同開発していたものの、メンテナンスがされず直ぐに可動させられなかった（後述）国産ロボット「RESQ-A」（初期情報収集用）は、ケーブルリールを搭載するなどの改良が加えられ、「JAEA-2号」として搬入された[57][58]。国産ではないが、スウェーデン・BROKK社の小型無人建機「ブロック40」（屋内瓦礫除去用）は、「JAEA-1号」として同年6月に搬入された。もう一台の「RESQ-A」（日立、神戸製鋼）に改良を加えた「JAEA-3号」（屋内ガンマ線可視化計測等用）は同年7月に搬入された。
待機状態にあったが、同年9月23日に「JAEA-3号」が2号機原子炉建屋内に投入され、計測・撮影などを行った[59]。
4. サーベイランナーの開発
トピー工業は2012年3月6日、原発の復旧作業用に向けた探査ロボット「サーベイランナー」[60] を開発したと発表した。70センチ四方の狭いスペースでの旋回、急勾配で濡れた階段での昇降が可能で、原子炉建屋内でもスムーズに測定作業ができるとみている。トピー工業はこれまで消防庁など向けに探査ロボットを製造しており、3.11後は東電にロボット技術をアピールしてきた。3月中に東電に無償で貸与し、放射線が強く立ち入りが制限されている原発内での作業に活用してもらう[61]。
2012年4月18日、大量の汚染水が漏れ続けている2号機で水漏れ箇所の特定のため、格納容器下部の圧力抑制室にサーベイランナーを投入して調査が行われた（動画あり）[62]。
5. 投入された国産ロボット一覧（一部外国製含む）
  1. SMERT-M（東芝製、情報収集用、11年5月20日投入）
  2. クインス1号（千葉工業大学、東北大学、国際レスキューシステム研究機構の共同開発、2011年6月20搬入,24日2号機建屋内投入）
  3. JAEA-1号（スウェーデンBROKK製ブロック40(屋内瓦礫除去用)を改良,元々日本の原発に配備されていた。11年6月搬入）
  4. JAEA-2号（日立・神戸製鋼製「RESQ-A」を改良、屋内除染作業用、11年6月搬入）
  5. JAEA-3号（日立・神戸製鋼製「RESQ-A」を改良、屋内ガンマ線可視化計測等用、11年7月搬入,同年9月23日建屋内投入）
  6. クインス2号（千葉工業大学、東北大学、国際レスキューシステム研究機構の共同開発。12年2月20日搬入・27日建屋内投入）
  7. クインス3号（千葉工業大学、東北大学、国際レスキューシステム研究機構の共同開発。12年2月20日搬入）
  8. クローラークレーン（製造企業不明。2012年4月13日、水中カメラ吊し遠隔操作で3号機使用済燃料プール内を調査）[63]
  9. サーベイランナー（トピー工業、2012年4月18日に2号機圧力抑制室に投入）

#### 廃棄・放置(経産省系)
1. 1979年米スリーマイル島原発事故後に通商産業省が計画した「極限作業ロボットプロジェクト」(1983～1990年)では、18社、2法人、2国立研究機関が参加し約200億の研究費が充てられ、原子力発電施設作業ロボットなどが開発されたが、その後は維持されず廃棄された。この中には日立が製作した、ギリシャ神話のケンタウロスに似た外観の4本脚の半人半馬型のロボットがあった（画像あり[64]）。このロボットは4脚歩行での移動や階段の上下などが行え、ステレオカメラと力覚フィードバック付き4本指を有する7軸双腕マニピュレータを搭載し、遠隔操作でナットを回したり、スパナを使って作業できる優れものだった[65]。
2. 1999年に茨城県東海村で起きた「JCO臨界事故」を受け、同年度に30億円の補正予算を計上して、（財）製造科学技術センターにより「原子力防災支援システム開発補助事業」が進められた。事業を受注した三菱重工、日立製作所、東芝、仏社サイバネティクス/日商岩井が、2001年に原発ロボット計7台をそれぞれ開発していた。しかし2001年度以降は予算付けがなされず、実用化シナリオを欠いたことで、開発から2年後の2003年に全て廃棄されたか、メンテナンスされないまま放置された[66]。その中で東芝の「SMERT-M」は2011年5月20日にガンマ線カメラを搭載するなど改良を加えた上で、福島第一原発1号機原子炉建屋内に投入した（参照）。ロボットが廃棄・放置されたのは安全神話が一因だったとみられる。
3. それとは別に、日本原子力研究所（現･日本原子力研究開発機構）などが2000年に開発した4種5台のロボットのうち、三菱重工と共同開発した「RaBOT」は維持管理のための予算が付けられず、2010年9月に廃棄された。RESQ-A～Cの3種4台は、2004年以降は放置に近い状態に置かれ、3.11直後は可動不能という状態だった[66]。しかし事故後、RESQ-Aに改良を加えて、可動できるようにした（参照）。
  1. 米スリーマイル原発事故後、「極限作業ロボットプロジェクト」(1983～1990年)でプロトタイプが開発されたロボット
    1. 極限作業ロボット(日立など。原子力プラント内作業を目標として開発したトータルシステム。日立はこの内,脚移動機構を開発)

  2. JCO臨界事故後に「原子力防災支援システム開発補助事業」により開発され、その後廃棄・放置されたロボット
    1. 三菱重工製 「MARS-i」（簡易型作業支援ロボット）「MARS-A」（作業用ロボット,事故後復活）「MARS-T」（重量物運搬用ロボット）
    2. 東芝製 「SMERT-M」（作業監視支援ロボット・親機、事故後復活）とこれに搭載できる「SMERT-K」（子機）
    3. 日立製 「SWAN」（軽作業用小型ロボット）
    4. 仏社サイバネティクス製 「MENHIR」（耐高放射線対応ロボット）

  3. ※上記廃棄ロボットの一部は東北大学に引き取られ、うち日立製「SWAN」は仙台市科学館に展示されている。
  4. ※上記廃棄ロボットは全く無駄になったわけではなく、一部は研究者の努力により開発成果が役立てられている。日立製「SWAN」と三菱重工製「MARS-A」「MARS-T」はその後、国際レスキューシステム研究機構と製造科学技術センター（MSTC）による防災ロボットの共同研究に活かされ、MARS-AとMARS-Tは更に「RaBOT」（2010年廃棄）の開発に役立てられた。
  5. JCO臨界事故後に日本原子力研究所等が開発し、後に廃棄・放置されたロボット
    1. RESQ-A（初期情報収集用で2台ある。日立・神戸製鋼の共同開発。但し事故後復活。画像あり[67]）
    2. RESQ-B（詳細情報収集用、日立。画像あり[68]）
    3. RESQ-C（試料等収集用、日立。画像あり[69]）
    4. RaBOT（放射線耐性型、三菱重工と日本原子力研究所の共同開発。画像あり[70][71]）

#### 廃棄・放置(再活用)
1. SMERT-M、JAEA-1～3号
上節「国産原発ロボットの投入」（参照）で既述の通り、東芝製「SMERT-M」と、日本原子力研究開発機構が3.11事故後に廃棄・放置ロボットに改良を加えた「JAEA-1～3号」は、福島第一原発に投入されている。
2. マイスター（旧MARS）
三菱重工業は、「MARS（マルス）-D」（原発作業用）と「MARS-i」（カメラ搭載の情報収集用）という2機の原子力災害ロボットの開発を進めている（2012年2月時点）。元々2001年に開発されていたものだが、長らく使っていなかった為に、事故直後は動かせる状態ではなかったが、再び動かせるようにした。「MARS-D」は高さ55cm、長さ160cmで4輪のクローラーが付いており、段差25センチ、傾斜45度の階段の上り下りと、遠隔操作ができる。双腕マニピュレータを備え、ドアの開閉、鉄骨の切断、放水や除染などの作業が可能だ。
既に投入済みの「クインス」は本来原発事故を想定しておらず、放射線への長期的な防護対策は取られていないが、MARSは電子部品をユニット化しており、ある程度被曝したら交換して使い続けられる仕様だ[72]。2012年2月時点で、事故現場への投入を目指しているが、高さ8mの建屋内でアームが1.3mの所までしか届かないという問題に直面しており、改良が試みられている[73]。
2012年12月、かつて廃棄された「RaBOT」の技術と、311事故後にその姉妹機として開発を進めていた「MARS-D」をベースに、放射線耐久性能の強化や専用工具開発などの改良を加えた、双腕遠隔操作ロボット「MHI-MEISTeR（マイスター）」を開発した（画像あり[74]）。

#### アシモの技術
ホンダは二足歩行ロボット「アシモ」の技術を応用した原子力災害ロボットを開発。東電の施設で作業実験が行われ、2013年に高所調査用ロボットを開発して原子力建屋へ現場投入した。ただし二足歩行ではなく無限軌道式であり、アシモの技術は腕部分で、アシモの腕の関節の技術を使い、バルブの開閉などができる。
なお事故当初、アシモを事故処理に投入できないかとの声が高まったことを受け、ホンダは「現状では、ご要望を頂いた様なことができる技術には至っていない」との声明を出した。

#### ロボットスーツ
その他、茨城県つくば市にあるロボットベンチャー企業サイバーダイン（Cyberdyne）は、原発作業員のための新型ロボットスーツを公開している。
人間の動作をアシストするバッテリー駆動のロボットスーツ「HAL（ハル）」に改良を加えたもので、放射線防護服の下に着用することができる。放射線を防ぐ遮蔽体となるタングステン入りの防護服は60kgと重く、長時間着用して作業するのは困難な為、その装備重量の負担を軽減し行動をアシストする。福島第一原発で使われるかどうかは2011年11月時点では決まっていない。「ハル」は体表を流れる微量の電流をとらえて筋肉の動きを予測し、装着者の動きを支援する。
ハルの下肢ユニットは、2010年末までに113の病院や福祉施設などにリースされている。

#### ローズマリー (クインス後継機)
2012年7月、千葉工大はクインスの後継機「ローズマリー」2台を公開した。元々地震など他の災害支援用に設計されていたクインスに各種改良を加え、原子力災害に特化して開発されたものである。積載可能重量はクインスの20kgから60kgに増え、稼働時間は3時間から5時間に延びた。

#### その他のロボット
1. 4本足のロボット
2012年11月21日、東芝は、福島第1原発向けに4本足のロボットを開発したと発表した。新型ロボットは幅約59cm、高さ約107cmで、ロボット本体と分離できるカメラ付き小型車を積載している。これまで使われていた車両型ロボットは階段に阻まれることがあったが、この4本足ロボットは高さ40cmまでの障害物を乗り越え、階段の上り下りもできる[80]。なお、既述の通り4本足のロボットは、プロトタイプの開発に留まったものの、極限作業ロボットプロジェクト（1983~1990年）で日立が開発していた（参照）。
2. 「ASTACO-SoRa（アスタコソラ）」（瓦礫撤去ロボ）
2012年12月、日立エンジニアリング・アンド・サービスは、原子力発電所の災害対応において建屋内作業の支援を目的とした小型双腕重機型ロボット「ASTACO-SoRa（アスタコソラ）」を日立建機と共同で開発した。
3. 「Arounder（アラウンダー）」（除染ロボット）
それに続き日立製作所は2013年3月、遠隔操作で高圧水を用いて除染作業を行うロボット「Arounder（アラウンダー）」（開発は日立GEニュークリア・エナジー）を開発したと発表した。早ければ2013年夏に福島第一原発の1号機と3号機で使用される予定。アラウンダーは、資源・エネルギー庁の「建屋内の遠隔除染技術の開発」プロジェクトの一環として開発されたもの。
4. 除染ロボット
2013年2月、東芝は、遠隔操作で動く除染ロボットを開発し公表した。航空機の塗装剥離などに使う「ドライアイスブラスト」技術を応用したもので、アームの先端からドライアイスの粒子を吹き付け、原子炉建屋の床や壁面に付着した放射性物質を剥がし、フィルターの付いた吸着装置内に吸引する。タッチパネルやゲームの操縦スティックで操作できる[81]。
5. ヘビ型ロボット
2018年7月、京都大学の松野文俊教授らは災害現場などの探索向けにヘビ型ロボットを開発した。関節をくし状にすることで、単純な構造を保ち、はしごに巻き付いて上ることや、段差を上るといった広い可動域を実現した。2020年～2021年ごろに実用化できることを目指している[82]。
6. ドローン
2021年、ロックカレッジ（茨城県）はドローンと人工知能（AI）、複合現実（MR）を駆使した災害現場での地上からの救助可能なロボットを開発した[83]。

### 311の教訓と多重行政
震災の反省から、文部科学省は「使える災害ロボット」を目指し、5年間で11億円の予算を計上、「がれきに埋もれた被災者を助けるロボット」「素早く人命救助するパワードスーツ」「水中での被災者を捜索するロボット」の３種の開発を目指すことを決めた。ただ経産省でも（財）「日本原子力研究開発機構（JAEA）」と（財）「製造科学技術センター（MSTC）」によって原発ロボットの開発プロジェクトはそれぞれ行われてきており、多重行政になっていることは否定できない。税金の無駄遣いでもあり、どちらかに統一する必要性が指摘されている。

### 時系列・東日本大震災で投入されたレスキューロボット
1. 東日本大震災で投入・搬入された無人重機・ロボット（投入・搬入順、待機状態のもの含む）
  1. 米 iRobot 「PackBot」（11年4月1日に3号機脇建屋外に初投入）
  2. 米 ハネウェル 「RQ-16 T-ホーク」（小型無人ヘリ、11年4月10日投入）
  3. 国産 コマツ 「油圧ショベル」3台、「クローラダンプ」2台（11年4月11日～投入）
  4. 国産 日立建機 「クローラダンプ」１台（11年4月11日～投入）
  5. 米 キャタピラージャパン 「油圧ショベル」1台、「ブルドーザー」1台（11年4月11日～投入）
  6. 米 iRobot 「PackBot」（11年4月17日に建屋内に初投入）
  7. 国産 東工大など 「Anchor Diver 3」（水中探査用、11年4月19日から23日）
  8. 米 Seamor Marine「seamor-ROV」（水中探査用、11年4月19日から23日）
  9. 米 SeaBotix「SARbot」（水中探査用、11年4月19日から23日）
  10. 米 ハネウェル 「RQ-16 T-ホーク」（11年4月21日2回目投入）
  11. 国産 三井造船「RTV」 （水中探査用、11年4月29日～5月1日,7月などに投入）
  12. 国産 三菱重工 「放射線耐性大型特殊フォークリフト」（1号は11年5月2日、2号は同年5月20日納入）
  13. 米 ボブキャット 「ボブキャット」2台 （11年5月10日投入/実際に稼働）
  14. スウェーデン・ブロック社 「ブロック90」（11年5月10日搬入、12日稼働）「ブロック330」（11年5月末投入）
  15. 英 Qinetiq 「タロン（TALON）」（11年5月10日搬入）
  16. 国産 東芝「SMERT-M」（情報収集用、11年5月20日投入）
  17. 国産 日本原子力研究開発機構 「ロボット操作車1号・2号（TEAM NIPPON）」（11年5月投入）
  18. 国産 千葉工業大学など「クインス1号」（2011年6月20日搬入,24日2号機建屋内投入）
  19. スウェーデン ブロック 「JAEA-1号」（ブロック40(屋内瓦礫除去用)を311後改良、11年6月搬入）
  20. 国産 日立・神戸製鋼「JAEA-2号」（RESQ-Aを改良、屋内除染作業用、11年6月搬入）
  21. 米 iRobot 「Warrior」（大型、11年7月1日に初投入）
  22. 国産 日立・神戸製鋼「JAEA-3号」（RESQ-Aを改良、屋内ガンマ線可視化計測等用、11年7月搬入,同年9月23日建屋内投入）
  23. 独 プツマイスター 「コンクリートポンプ車」（無人・遠隔化施工は東芝、日立、三菱ふそう・重工が関わった）
  24. 国産 千葉工業大学など「クインス2号」（12年2月20日搬入・27日建屋内投入）
  25. 国産 「クインス3号」（12年2月20日搬入）
  26. 不明 「クローラークレーン」（2012年4月13日、水中カメラ吊し遠隔操作で3号機使用済燃料プール内を調査）
  27. 国産 トピー工業「サーベイランナー」（2012年4月18日に2号機圧力抑制室に投入）

これから福島で使う候補として、援竜、FRIGO-M、蒼竜、モニロボ、UMRS、KOHGA3、RMAX（以上国産）、米Dragon Runnerなどが挙げられている。

## レスキューロボット各種
陸上探査用、水中探査用、火災用、情報収集用などがある。

### 日本製
1. 救助・捜索・情報収集用
  1. IRS蒼竜（瓦礫内探査用）
  2. MOIRA（ヘビ型探索ロボット）
  3. 簡易型画像探査装置（愛称：くるくる）
  4. インテリジェントエアロロボット
  5. T-52援竜（大型）、T-53援竜（小型）
  6. ロボQ
  7. 災害救助搬送ロボ
  8. デュアルファイター セーバー
  9. Hibiscus(ハイビスカス)
  10. UMRS-2009
  11. Bari-bari-II
  12. カッターロボット
  13. クインス1号、2号、3号
  14. RESQ-A（初期情報収集用）
  15. RESQ-B（詳細情報収集用）
  16. RESQ-C（試料等収集用）
  17. RaBOT（情報収集用・放射線耐性型）
  18. 防災モニタリングロボット
  19. TAGUAN（情報収集用）
  20. Toin Pelican “Aphelandra”
  21. Acros（被災地下街探査用遠隔操作ロボット）
  22. KOHGA（多連結クローラ型ロボット）
  23. MARS-D（三菱重工・原発作業用）
  24. MARS-i（三菱重工・情報収集用）
  25. サーベイランナー（トピー工業）
2. 水中探査用
  1. Anchor Diver III（水中探査用）
  2. ウォターサーチ（水中探査用）
  3. RTV（三井造船）
3. 火災用
  1. ドラゴンファイヤーファイター - 世界初の索状体（ヘビ型）の消火ホースロボット[87][88][89]。
  2. デュアルファイター ドラゴン
  3. 無人走行放水車
4. その他
  1. だみたろう（人体模型ロボティックダミー人形）

### 英米製
1. タロン（英QinetiQ）
2. Warrior（米iRobot）
3. PackBot（米iRobot）
4. SARbot（米SeaBotix、水中探査用）
5. seamor-ROV（米Seamor Marine、水中探査用）
6. RQ-16 T-ホーク（小型無人ヘリ）

## 開発プロジェクト
1. レスキューロボットコンテスト（2000年～）
2. ロボカップ レスキューロボットリーグ（2001年～）
3. 文部科学省 大都市大震災軽減化特別プロジェクト（2002年度～2006年度（5年間）、通称：大大特プロジェクト）
4. DARPA 2012年ロボティクスチャレンジ
5. DARPA DARPAロボティクス・チャレンジ(英語版)（2013～2015年）
6. 産業技術総合研究所 災害対応ロボット研究開発（アメリカ）（2014年～2015年）